# Tetiana Riabtxenko
Tetiana Riabtxenko (en ucraïnès Тетяна Рябченко) (28 d'agost de 1989) és una ciclista ucraïnesa, professional des del 2009 i actualment a l'equip Lensworld-Kuota. Ha aconseguit diferents campionats nacionals, tant en ruta com en contrarellotge.

## Palmarès
- 2011
  -  Campiona d'Ucraïna en ruta
- 2013
  - 1a al Tour of Chongming Island World Cup
  - 1a al Tour del Charente Marítim i vencedor d'una etapa
- 2014
  -  Campiona d'Ucraïna en ruta
  -  Campiona d'Ucraïna en contrarellotge
- 2015
  -  Campiona d'Ucraïna en ruta
- 2016
  - 1a al Horizon Park Women Challenge